# Lijst van voormalige gemeenten in Meuse
Dit is een lijst met voormalige gemeente in het Franse department Meuse sinds het einde van de Tweede Wereldoorlog.

### 2019
- Baudignécourt > Demange-Baudignécourt
- Demange-aux-Eaux > Demange-Baudignécourt
- Douaumont > Douaumont-Vaux
- Vaux-devant-Damloup > Douaumont-Vaux

### 2015
- Loisey-Culey > Culey & Loisey

### 1990
- Seuil-d'Argonne > Seuil-d'Argonne & Pretz-en-Argonne

### 1988
- Étraye-Wavrille > Étraye & Wavrille
- Villotte-sur-Aire > Belrain, Gimécourt, Rupt-devant-Saint-Mihiel & Villotte-sur-Aire

### 1987
- Romagne-Gesnes > Gesnes-en-Argonne & Romagne-sous-Montfaucon

### 1986
- Baulny-Charpentry > Baulny & Charpentry
- Vilisle > Lisle-en-Barrois & Villotte-devant-Louppy

### 1985
- Dieue-Génicourt > Dieue-sur-Meuse & Génicourt-sur-Meuse

### 1984
- Bazincourt-Montplonne > Bazincourt-sur-Saulx & Montplonne
- Les Quatre-Vents > Lemmes, Osches, Senoncourt-les-Maujouy & Vadelaincourt

### 1983
- Les Cléry > Cléry-le-Grand & Cléry-le-Petit
- Madine > Heudicourt-sous-les-Côtes & Nonsard-Lamarche
- Seuzey-Vaux > Seuzey & Vaux-lès-Palameix

### 1982
- Brabant-lès-Villers > Brabant-le-Roi & Villers-aux-Vents
- Les Tilleuls-Vaudoncourt > Muzeray & Vaudoncourt

### 1977
- Bonzée-en-Woëvre > Bonzée
- Mesnil-sous-les-Côtes > Bonzée
- Mont-Villers > Bonzée

### 1976
- Seuzey > Seuzey-Vaux
- Vaux-lès-Palameix > Seuzey-Vaux

### 1973
- Abaucourt-lès-Souppleville > Abaucourt-Hautecourt
- Ailly-sur-Meuse > Han-sur-Meuse
- Amblaincourt > Beausite
- Aulnois-sous-Vertuzey > Euville
- Auzéville-en-Argonne > Clermont-en-Argonne
- Badonvilliers > Badonvilliers-Gérauvilliers
- Baulny > Baulny-Charpentry
- Beauzée-sur-Aire > Beausite
- Belrain > Villotte-sur-Aire
- Billy-sous-les-Côtes > Vigneulles-lès-Hattonchâtel
- Blercourt > Nixéville-Blercourt
- Brabant-en-Argonne > Récicourt
- Brabant-le-Roi > Brabant-lès-Villers
- Brasseitte > Han-sur-Meuse
- Brocourt-en-Argonne > Récicourt
- Broussey-en-Woëvre > Broussey-Raulecourt
- Bulainville > Nubécourt
- Bussy-la-Côte > Val-d'Ornain
- Butgnéville > Saint-Hilaire-en-Woëvre
- Buxerulles > Buxières-sous-les-Côtes
- Buzy > Buzy-Darmont
- Champlon > Saulx-lès-Champlon
- Charpentry > Baulny-Charpentry
- Chennevières > Chanteraine
- Chonville > Chonville-Malaumont
- Cléry-le-Grand > Les Cléry
- Cléry-le-Petit > Les Cléry
- Corniéville > Geville
- Cousances-au-Bois > Cousances-lès-Triconville
- Crépion > Moirey-Flabas-Crépion
- Creuë > Vigneulles-lès-Hattonchâtel
- Culey > Loisey-Culey
- Darmont > Buzy-Darmont
- Delouze > Delouze-Rosières
- Deuxnouds-aux-Bois > Lamorville
- Deuxnouds-devant-Beauzée > Beausite
- Dieue-sur-Meuse > Dieue-Génicourt
- Domremy-aux-Bois > Erneville-aux-Bois
- Érize-la-Grande > Raival
- Ernecourt > Erneville-aux-Bois
- Étraye > Étraye-Wavrille
- Fains-les-Sources > Fains-Véel
- Flabas > Moirey-Flabas-Crépion
- Fleury-sur-Aire > Nubécourt
- Foameix > Foameix-Ornel
- Génicourt-sur-Meuse > Dieue-Génicourt
- Gérauvilliers > Badonvilliers-Gérauvilliers
- Gesnes-en-Argonne > Romagne-Gesnes
- Gimécourt > Villotte-sur-Aire
- Gironville-sous-les-Côtes > Geville
- Gouraincourt > Les Tilleuls-Vaudoncourt
- Hadonville-lès-Lachaussée > Lachaussée
- Haraumont > Vilosnes-Haraumont
- Hattonchâtel > Vigneulles-lès-Hattonchâtel
- Hattonville > Vigneulles-lès-Hattonchâtel
- Haucourt-la-Rigole > Spincourt
- Haumont-lès-Lachaussée > Lachaussée
- Hautecourt-lès-Broville > Abaucourt-Hautecourt*
- Heudicourt-sous-les-Côtes > Madine
- Houdelaucourt-sur-Othain > Spincourt
- Issoncourt > Les Trois-Domaines
- Jouy-sous-les-Côtes > Geville
- Jubécourt > Clermont-en-Argonne
- Lamarche-en-Woëvre > Madine
- Lavignéville > Lamorville
- Lemmes > Les Quatre-Vents
- Liouville > Apremont-la-Forêt
- Lisle-en-Barrois > Vilisle
- Loisey > Loisey-Culey
- Loxéville > Erneville-aux-Bois
- Luméville-en-Ornois > Gondrecourt-le-Château
- Malaumont > Chonville-Malaumont
- Marbotte > Apremont-la-Forêt
- Moirey > Moirey-Flabas-Crépion
- Mondrecourt > Les Trois-Domaines
- Morlaincourt > Chanteraine
- Mussey > Val-d'Ornain
- Muzeray > Les Tilleuls-Vaudoncourt
- Naives-devant-Bar > Naives-Rosières
- Nixéville > Nixéville-Blercourt
- Nonsard > Madine
- Oëy > Chanteraine
- Ollières > Spincourt
- Ornel > Foameix-Ornel
- Osches > Les Quatre-Vents
- Parois > Clermont-en-Argonne
- Pretz-en-Argonne > Seuil-d'Argonne
- Rampont > Les Souhesmes-Rampont
- Raulecourt > Broussey-Raulecourt
- Réchicourt > Spincourt
- Rembercourt-aux-Pots > Rembercourt-Sommaisne
- Rignaucourt > Les Trois-Domaines
- Romagne-sous-Montfaucon > Romagne-Gesnes
- Rosières-devant-Bar > Naives-Rosières
- Rosières-en-Blois > Delouze-Rosières
- Rosnes > Raival
- Rupt-devant-Saint-Mihiel > Villotte-sur-Aire
- Saint-Agnant-sous-les-Côtes > Apremont-la-Forêt
- Saint-Benoît-en-Woëvre > Vigneulles-lès-Hattonchâtel
- Saulx-en-Barrois > Saulvaux
- Saulx-en-Woëvre > Saulx-lès-Champlon
- Savonnières-en-Woëvre > Valbois*
- Senard > Seuil-d'Argonne
- Senoncourt-les-Maujouy > Les Quatre-Vents
- Senonville > Valbois*
- Seraucourt > Beausite*
- Sommaisne > Rembercourt-Sommaisne*
- Spada > Lamorville
- Les Souhesmes > Les Souhesmes-Rampont*
- Tourailles-sous-Bois > Gondrecourt-le-Château
- Triaucourt-en-Argonne > Seuil-d'Argonne*
- Triconville > Cousances-lès-Triconville*
- Vadelaincourt > Les Quatre-Vents
- Varney > Val-d'Ornain*
- Varvinay > Valbois*
- Vaudoncourt > Les Tilleuls-Vaudoncourt
- Vaux-la-Grande > Saulvaux*
- Vaux-la-Petite > Saulvaux*
- Véel > Fains-Véel*
- Vertuzey > Euville
- Viéville-sous-les-Côtes > Vigneulles-lès-Hattonchâtel
- Ville-devant-Belrain > Villotte-sur-Aire
- Ville-Issey > Euville
- Villers-aux-Vents > Brabant-lès-Villers
- Villotte-devant-Louppy > Vilisle
- Vilosnes > Vilosnes-Haraumont*
- Wadonville-en-Woëvre > Saint-Hilaire-en-Woëvre
- Wavrille > Étraye-Wavrille
- Woinville > Buxières-sous-les-Côtes

### 1972
- Auzécourt > Noyers-Auzécourt
- Bazincourt-sur-Saulx > Bazincourt-Montplonne
- Condé-en-Barrois > Les Hauts-de-Chée
- Génicourt-sous-Condé > Les Hauts-de-Chée
- Hargeville-sur-Chée > Les Hauts-de-Chée
- Landrecourt > Landrecourt-Lempire
- Lempire-aux-Bois > Landrecourt-Lempire
- Louppy-sur-Chée > Les Hauts-de-Chée
- Les Marats > Les Hauts-de-Chée
- Montplonne > Bazincourt-Montplonne
- Noyers-le-Val > Noyers-Auzécourt
- Vacon > Void-Vacon
- Void > Void-Vacon

### 1967
- Gibercy > Damvillers

### 1965
- Cousancelles > Cousances-les-Forges
- Cousances-aux-Forges > Cousances-les-Forges
- Mont-sous-les-Côtes > Mont-Villers
- Villers-sous-Bonchamp > Mont-Villers

### 1957
- Landzécourt > Quincy-Landzécourt
- Quincy-sur-Loison > Quincy-Landzécourt